# Artabanus II
Artabanus II (gr. Ἁρτάβανος; w formie partyjskiej Ardawan (𐭍𐭐𐭕𐭓); ur. ok. 30–25 p.n.e., zm. ok. 39 n.e.) – król Partów w latach od ok. 8 do ok. 39.
Artabanus II wywodził się z bocznej linii Arsakidów żyjącej wśród Dahów i w pierwszej dekadzie pierwszego wieku n.e. był władcą Medii Atropatene. Został powołany na tron Partii dzięki poparciu możnych, którzy nie akceptowali rządów wspieranego przez Rzym Wononesa (ok. 8 – ok. 11). Artabanusowi udało się pokonać Wononesa i w 18 zawrzeć kompromis z Rzymem, na podstawie którego obie strony uznały za króla Armenii Artaksesa III (18–34). Rządy nowego króla Partów były jednak słabe, czego przejawem było powstanie konkurencyjnego ośrodka władzy w postaci państwa Indo-Partów w Sistanie i Arachozji. Niemniej z biegiem czasu Artabanus umocnił się na partyjskim tronie i po śmierci Artaksesa III w 34 zdecydował się rzucić wyzwanie Rzymowi i osadzić na tronie Armenii swojego syna Arsakesa (34–35). Cesarz Tyberiusz (14–37) odpowiedział sformowaniem koalicji z udziałem Iberów i Albanów, którzy wyparli Partów z Armenii. Jednocześnie wysunął on przeciwko Artabanusowi kandydaturę wychowanego w Rzymie Tiridatesa, który wspierany przez ród Suren i Seleukeję w 36 opanował Mezopotamię. Artabanusowi udało się jednak zmobilizować nowe siły na macierzystym wschodzie i jeszcze w tym samym roku pokonać przeciwnika. Ostatecznie wojna z Rzymem zakończyła się zajęciem przez Partów Armenii i złamaniem potęgi rodu Suren. Artabanusowi nie udało się uregulować kwestii następstwa tronu i po jego śmierci stał się on przedmiotem walki pomiędzy jego synem Wardanesem (40–46) i adoptowanym przez Artabanusa Gotarzesem (40–51).

## Życiorys

### Pochodzenie i walka z Wononesem
Artabanus był prawdopodobnie synem córki Fraatesa IV (38/37 – 3 p.n.e.) oraz księcia Dahów z rodu Arsakidów. Jego ojciec musiał należeć do innej linii Arsakidów niż Fraates IV, przynależący do Sinatrukidów, być może był on potomkiem Mithridatesa II (123–88 p.n.e.). Artabanus wychował się wśród koczowniczych Dahów, na pograniczu Hyrkanii. W bliżej nieokreślonym czasie został władcą Medii Atropatene.
Został powołany na tron Partii po śmierci Orodesa III (ok. 4–8), ciesząc się poparciem możnych, którzy nie akceptowali rządów popieranego przez Rzym Wononesa (ok. 8 – ok. 11). Początkowo Wononesowi udało się zająć Babilonię wraz z Seleukeją nad Tygrysem oraz pobić Artabanusa w walnej bitwie, co pozwoliło mu na rozciągnięcie swojej władzy na Wielką Medię. Opanował on także część Atropatene, gdzie wspierał prorzymskiego Ariobarzanesa. Artabanus posiadający oparcie wśród Dahów, w Hyrkanii i Atropatene zebrał jednak nową armię i pokonał Wononesa, zajmując Ktezyfon. Wonones schronił się w Seleukei, skąd ok. 11 uciekł do Armenii.
Wonones ogłosił się teraz królem Armenii, jednak w rzeczywistości nigdy nie udało mu się opanować centrum kraju i przebywał gdzieś na jego południowym pograniczu. Armeńscy magnaci poparli Artabanusa i w sytuacji gdy nowy cesarz, Tyberiusz (14–37), odmówił wsparcia dla sprawy Wononesa w tym kraju, nie chcąc wdawać się w wojnę z Partami, ten uciekł na rzymskie terytorium, oddając się pod opiekę namiestnika Syrii Kwintusa Silana. Zwycięski Artabanus początkowo oddał władzę nad Armenią swojemu synowi, Orodesowi. Później jednak porozumiał się z Rzymem i na mocy układu zawartego z Germanikiem w roku 18 rządy w Armenii sprawował odtąd syn króla Pontu Polemona (36–8 p.n.e.) Artakses III (18–34). Jednocześnie Rzymianie przenieśli Wononesa z Syrii do Cylicji, z dala od granicy z królestwem Partów. Niedługo potem zginął on podczas próby ucieczki.

### Próby konsolidacji królestwa

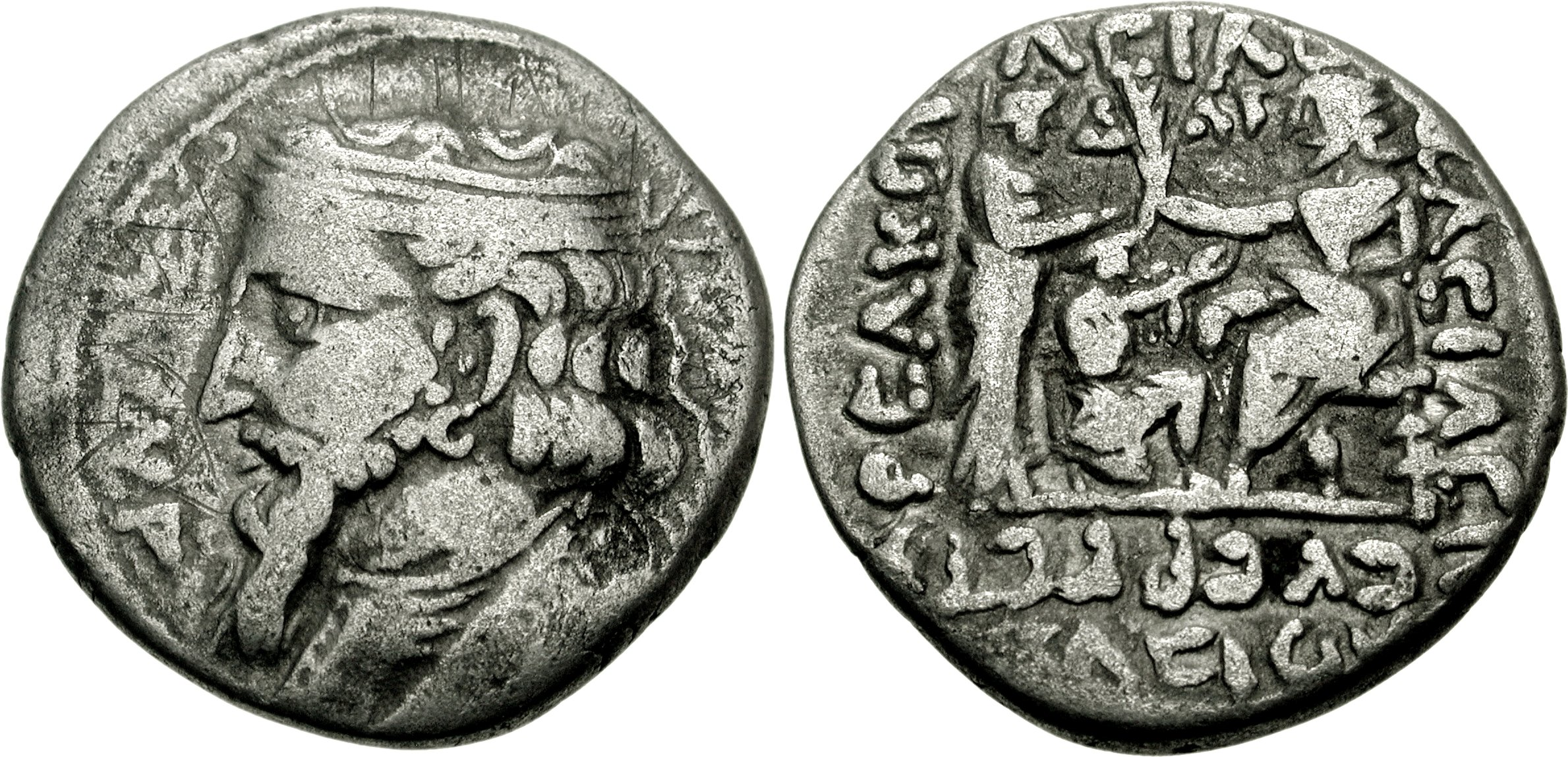
Jedna z tetradrachm Artabanusa należąca do serii wybijanej w Seleukei w latach 19/20 do 23/24. Na rewersie Artabanus siedzący na tronie, któremu bogini podaje gałązkę palmową. Obok klęczący mężczyzna podaje królowi diadem. Chociaż jest możliwe, że moneta ta upamiętnia triumf nad Wononesem, to ponieważ jest o kilka lat późniejsza niż to wydarzenie bardziej prawdopodobne jest wytłumaczenie tej emisji zwycięstwem nad jakimś bliżej nieznanym wasalem

Zakończenie konfliktu z Rzymem pozwoliło Artabanusowi na podjęcie prób konsolidacji królestwa po okresie wojny domowej. W latach 19/20 do 23/24 Artabanus wybijał tetradrachmy upamiętniające zwycięstwo nad bliżej nieokreślonym władcą. Ich chronologia i ikonografia sugerują, że mogło tu chodzić o zbuntowanego wasala. Zważywszy na fakt, iż monety te oprócz Seleukei wybijano także w Suzie, możliwe, że było to zwycięstwo nad sąsiednim Elymais. Być może działania Artabanusa dotyczyły także Persydy. Józef Flawiusz opisuje bunt żydowskich braci Asinaiosa i Anilaiosa, którzy mieli zbudować w Babilonii twierdzę i wymuszać trybut od jej mieszkańców. Do rebelii miało dojść, gdy król był zajęty walkami na innych frontach, zaś bracia byli w stanie pokonać wojska miejscowego satrapy. Artabanus zapewnił braciom nietykalność, gdyż, jak informuje Józef Flawiusz: „zamierzał użyć siły zbrojnej żydowskich braci [...] dla zapewnienia lojalności satrapii, gdyż niektóre zbuntowały się, a inne były targane zamieszkami”. Bracia, którym Artabanus przekazał faktyczną kontrolę nad Babilonią, mieli popaść w konflikt z przywódcą rodu Suren Abdagasesem. Ostatecznie pokonał ich kolejny namiestnik Babilonii, Mithradates, zięć samego króla, i doszło do masakry Żydów w Seleukei. Według Józefa Flawiusza władztwo braci miało przetrwać 15 lat i najczęściej umieszczane jest w okresie 21 do 36 roku. Przedstawiona przez niego historia daje dokładny obraz stosunków w rejonach słabiej kontrolowanych przez króla po latach wojen domowych. „Artabanus starał się wykorzystać potęgę Żydów dla przeciwwagi zbuntowanych prowincji oraz chwiejnych dostojników ze swego otoczenia. Król musiał manewrować między wielkimi klanami partyjskimi a Żydami, zaś jego autorytet w Babilonii był słaby. Podobnie władza satrapów uległa ograniczeniu”.
Tacyt wzmiankuje o zwycięskich wojnach Artabanusa z sąsiednimi ludami, które miały wzmocnić jego pozycję zarówno wobec własnych poddanych, jak i Rzymu, niestety nie podając żadnych szczegółów. W Chorezmie objęła wówczas rządy nowa dynastia i być może było to związane z interwencją Partów w sprawy regionu. Za panowania Artabanusa II na wschodnich kresach królestwa Partów doszło do powstania nowego państwa tzw. Indo-Partów pod przywództwem Gondofaresa (ok. 20 – ok. 50). Miało ono swój ośrodek w Sakastanie („kraju Saków”, dzis. Sistan), gdzie położone były główne włości rodu Suren, oraz Arachozji. Ikonografia obecna na monetach Gondofaresa nawiązuje do monet Sinatrukidów, tj. samego Sinatrukesa (ok. 77 – ok. 70 p.n.e.) i jego syna Fraatesa III (ok. 70 – ok. 57 p.n.e.). Wydaje się, że ród Suren, który wspierał Sinatrukidów przeciwko Artabanusowi, po tym jak ten po pokonaniu Wononesa umocnił się w zachodniej części królestwa Partów, doprowadził do powstania konkurencyjnego ośrodka władzy na wschodzie. „W ten sposób powstała dynastia Gondofaresa, który był z pewnością członkiem arsakidzkiej linii Sinatrukidów, a jednocześnie bliskim krewnym przywódców klanu Suren”. Artabanus był zbyt słaby, by zbrojnie wymusić uległość Gondofaresa i musiał z nim dojść do jakiegoś porozumienia, trudno bowiem byłoby wytłumaczyć sukcesy króla Partów na wschodzie opisywane przez Tacyta oraz późniejsze zwycięstwa na zachodzie w latach 35 do 39, gdyby Gondofares aktywnie występował przeciwko swojemu krewnemu.

### Druga wojna z Rzymem
Kiedy w roku 34 zmarł Artakses III Artabanus osadził na tronie Armenii swojego syna Arsakesa (34–35). Niedługo później wysłał do Rzymu poselstwo, które w agresywnym tonie domagało się zwrotu skarbca Wononesa oraz groziło najazdem na rzymskie terytoria, wskazując, że należały one kiedyś do Cyrusa Wielkiego (ok. 559–529 p.n.e.) i Aleksandra (336–323 p.n.e.). W ten sposób Artabanus sondował czy Rzym ustąpi w sprawie Armenii, czy też wybierze konfrontację. W odpowiedzi Tyberiusz zorganizował antypartyjską koalicję pozyskując Iberów i Albanów.  Rzymianie zamierzali osadzić na armeńskim tronie brata króla Iberów, Mithridatesa (35–37, 42–51). Mithridates i jego brat Farasmanes (I w.) doprowadzili do otrucia Arsakesa i wtargnęli do Armenii (prawdopodobnie w 35), zajmując jej stolicę Artaksatę. Artabanus wysłał wtedy do Armenii swojego innego syna, Orodesa, armia Partów została jednak pokonana przez koalicję Iberów i Albanów, dodatkowo wspieranych przez koczowniczych Alanów. Według Józefa Flawiusza Orodes miał umrzeć na skutek rany odniesionej w bitwie. Do Armenii wyruszył teraz sam Artabanus, jednak pomimo pewnych sukcesów ostatecznie musiał się wycofać, ponieważ nad Eufratem pojawiła się armia namiestnika Syrii Lucjusza Witeliusza, grożąc atakiem na Mezopotamię.
Zajęcie Armenii i groźby kierowane w stosunku do Rzymu świadczyły o tym, że Artabanus po kilkunastu latach panowania uważał swoją pozycję za na tyle silną, że czuł się gotowy na konfrontację z zachodnim mocarstwem. Okazało się jednak, że w jego państwie nadal można było znaleźć zwolenników rządów potomków Fraatesa IV, którzy przebywali w Rzymie. Wojna z cesarstwem wydawała się idealną okazją do obalenia rządów Artabanusa i delegacja rodu Suren pojawiła się sekretnie w Rzymie, aby zabrać ze sobą Fraatesa (VI), syna Fraatesa IV. Kiedy ten zmarł, Tyberiusz kazał udać się do Syrii wnukowi Fraatesa IV, Tiridatesowi. O tym jak słaba była pozycja Artabanusa wobec partyjskich wielkich rodów świadczy fakt, że chociaż wiedział on już o spisku przeciwko swojej władzy, odgrywającego w nim przywódczą rolę Sinnakesa z rodu Suren jedynie zwodził kłamstwami, podarunkami i specjalnymi poleceniami, nie decydując się na otwarte wystąpienie przeciwko niemu. Wkrótce wiele partyjskich wielkich rodów otwarcie zbuntowało się, przy czym Sinnakes przeciągnął na swoją stronę swojego ojca, wspomnianego już powyżej przywódcę klanu Suren Abdagasesa. Prawdopodobnie jeszcze w 35 doszło także do buntu Seleukei nad Tygrysem przeciwko Artabanusowi. Zagrożony z jednej strony rzymskim najazdem, a z drugiej wewnętrznymi rebeliami Artabanus nie mógł podjąć żadnej ofensywnej akcji, także dlatego, że nie miał zaufania do wielu swoich najwyższych dostojników. W tej sytuacji w 36 wycofał się na ojczysty wschód, do Hyrkanii i Dahów. Tymczasem Tiridates wkroczył do Mezopotamii i został koronowany w Ktezyfonie przez Abdagasesa, jego władzę uznała także Seleukeja.
Hyrkania, z której wywodził się Artabanus, stanowiła jeden z bastionów jego rządów, tak samo jak sąsiednia Partia oraz Karmania, z której książętami łączyły go więzy dynastyczne. Pobyt na wschodzie Artabanus wykorzystał do uzyskania wsparcia ze strony Dahów, Hyrkanów, Karmanów i Saków, co musiało się wiązać z jakimiś koncesjami politycznymi na ich rzecz. To prawdopodobnie wtedy Artabanus adoptował Gotarzesa (40–51), władcę Hyrkanii z klanu Gew, który kilka lat później miał walczyć o tron Partów. Wzmocniony licznymi posiłkami Artabanus jeszcze w 36 roku przedsięwziął kontrofensywę, pojawiając się pod Seleukeją nad Tygrysem, przy czym armia Tiridatesa, prawdopodobnie znacznie słabsza, unikała walki. Jej faktyczny dowódca Abdagases zalecił wycofanie się z Mezopotamii, licząc na siły Armenii, Elymaiów i Arabów, którzy wsparli Tiridatesa, oraz oczywiście na wojska rzymskie. Rzymianie jednak nie udzielili Tiridatesowi żadnego wsparcia i odwrót jego armii zamienił się w ucieczkę. Ostatecznie Tiridates powrócił do rzymskiej Syrii.
Jeszcze w 36 albo (co mniej prawdopodobne) wiosną 37 roku Artabanus odzyskał Armenię, po czym wyruszył na Syrię. Zanim doszło do jakichkolwiek walk król Partów spotkał się jednak z Witeliuszem nad brzegami Eufratu i rozpoczęto rozmowy. Najprawdopodobniej odbywały się one już po śmierci Tyberiusza w dniu 18 marca 37 roku, gdy cesarzem był Kaligula (37–41), syn niegdyś zaprzyjaźnionego z królem Partów Germanika. Wiadomo, że Artabanus przekazał Rzymianom swojego syna Dariusza jako zakładnika, poza tym jednak żaden z rzymskich historyków nie przekazuje dokładnych postanowień zawartego wówczas traktatu pokojowego, co każe podejrzewać, że nie były one zbyt chwalebne dla cesarstwa. Pozostaje faktem, że Rzym zrezygnował z popierania Mithridatesa w Armenii i zaprzestał wspierania Fraatydów, co należy uznać za wielki sukces Artabanusa. Zdobył on Armenię i pokonał wewnętrzną opozycję – klan Suren od tej chwili znika z przekazów dotyczących Partii, co musiało wynikać ze złamania jego potęgi w zachodniej części królestwa. Triumf Artabanusa nie był jednak pełny, gdyż jego władzy nadal nie uznawała oblegana Seleukeja.

### Bunt Kinnamosa

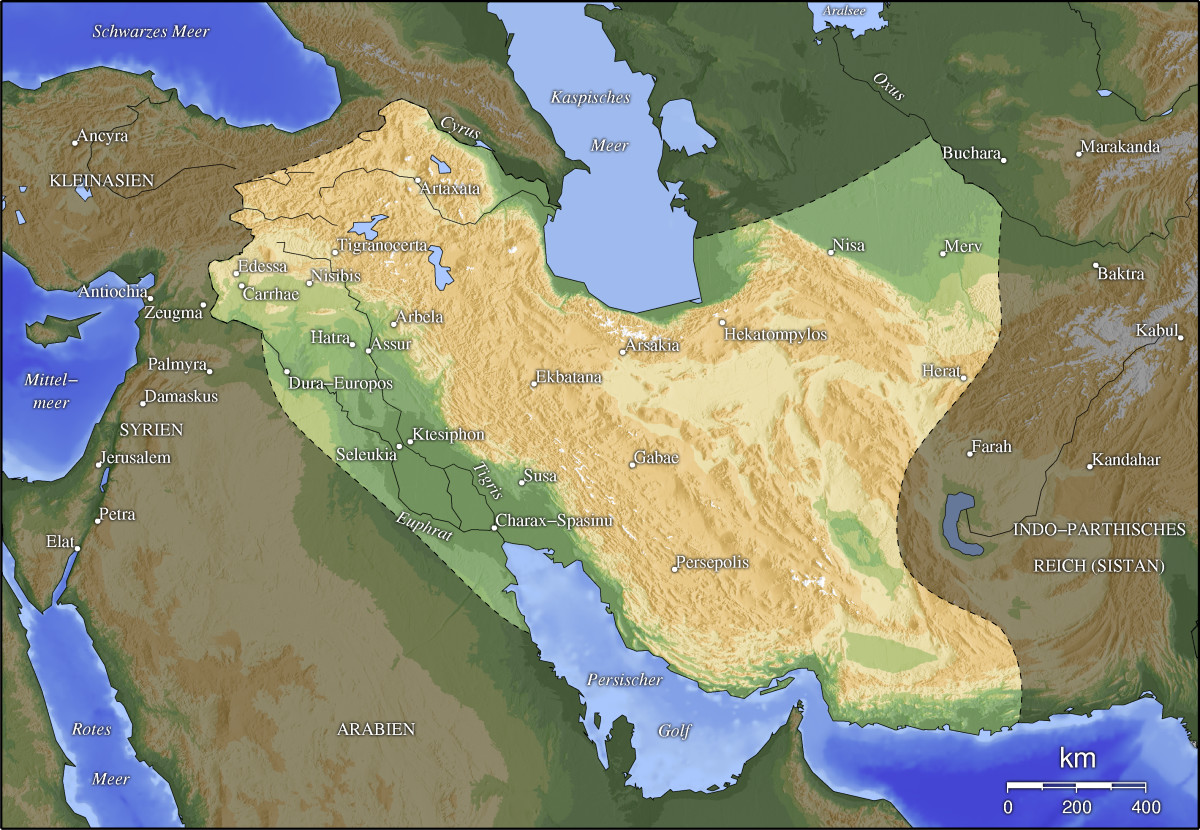
Królestwo Partów w chwili śmierci Artabanusa II. Armenia stanowi tutaj część królestwa, na wschodzie zaś znajduje się nowo utworzone państwo Indo-Partów [Indo-Parthisches Reich]. Taki układ sił pomiędzy regionalnymi mocarstwami przetrwał aż do roku 66, gdy Tiridates I (54-59, 62-72) złożył hołd Neronowi (54-68) i tym samym Armenia stała się nominalnym wasalem Rzymu

Zgodnie z historią przekazaną przez Józefa Flawiusza Artabanus musiał uciekać przed spiskiem możnych i schronił się na dworze swojego wasala, władcy Adiabene Izatesa (36–60). Buntownicy osadzili na tronie niejakiego Kinnamosa, który zapewne był adoptowanym synem króla. Dzięki mediacji Izatesa Kinnamos wycofał się ze spisku i złożył hołd Artabanusowi, który odzyskał tron. W nagrodę za pomoc udzieloną królowi Izates miał otrzymać pewne przywileje, przysługujące tylko Królowi Królów, takie jak pionowa tiara i złote łoże, oraz miasto Nisibis, oderwane od królestwa Armenii. Przekazanie Nisibis pozwala datować ten epizod na okres po 36/37 roku, kiedy to Artabanus wszedł w posiadanie Armenii i mógł scedować wchodzące w jej skład miasto.
Jedynym źródłem do historii buntu Kinnamosa jest Józef Flawiusz, zaś cały epizod opisany jest w sposób mający podkreślić wielkość Izatesa, który tak samo jak żydowski historyk był wyznawcą judaizmu. Imię Kinnamos nie jest partyjskie i można je znaleźć u Marcjalisa oraz w Rzymie, na inskrypcjach i epitafiach pozostawionych przede wszystkim przez niewolników i wyzwoleńców. Z uwagi na to, że Gotarzes także był przybranym synem Artabanusa, niektórzy badacze (U. Kahrstedt, M. Schottky) uważają, iż imię Kinnamos zostało niedokładnie przekazane i że faktycznie chodzi o Gotarzesa. Ta identyfikacja pozostaje jednak wątpliwa. Sam fakt bycia adoptowanym synem Artabanusa nie wystarczył, by pretendować do tronu królewskiego, który zgodnie z tradycją mógł objąć jedynie Arsakida, dziwi także niczym niewyjaśniona niezwykła gotowość Kinnamosa do abdykacji. Podsumowując, istnieje wiele powodów by wątpić w prawdziwość relacji Józefa Flawiusza, w szczególności dlatego, że nie znaleziono żadnych monet partyjskiego władcy o imieniu Kinnamos. Historia ta być może jednak przedstawia realia walki o sukcesję w ostatnich latach panowania Artabanusa, któremu nie udało się uregulować kwestii następstwa tronu.

## Dziedzictwo
Artabanus zmarł gdzieś w okresie od jesieni 39 do schyłku roku 40, jego śmierć jest też często datowana na rok 38. Pozostawił po sobie trzech synów: wspomnianego już Dariusza, który jako zakładnik przebywał w Rzymie i o którym istnieją wiadomości jedynie z okresu panowania Kaliguli; Artabanusa, który miał zostać zabity wraz z rodziną przez Gotarzesa oraz Wardanesa (40–46), który z tymże Gotarzesem (adoptowanym synem Artabanusa), miał po śmierci ojca walczyć o tron królewski. Z okresu panowania Artabanusa zachował się ważny dokument w postaci listu do władz miasta Suza, potwierdzający istnienie tam wówczas greckiej polis.